# Maltas parlament
Maltas parlament eller Repræsentanternes Hus er Maltas parlament og lovgivende forsamling, det har et kammer. Parlamentet har til huse i Valletta. Alle parlamentets 69 repræsentanter er demokratisk folkevalgte. Ved forfatningslove er det vedtaget at alle ministre, herunder premierministeren, skal være medlemmer af Repræsentanternes Hus.
Mellem 1921 og 1933 var parlamentet et tokammersystem, som bestod af et senat samt en lovgivende forsamling.
Fordelingen i parlamentet har siden sidste valg den 9. marts 2013 været sådan at det socialdemokratiske Partit Laburista har 39 pladser, og dermed regeringsmagten, det eneste andet parti Partit Nazzjonalista har de resterende 30 pladser, og udgør oppositionen.